# Stockstadt am Main
Stockstadt am Main é um município da Alemanha, localizado no distrito Aschaffenburg, no estado de Baviera.